# Буцька ГЕС
Буцька ГЕС ім. Г. І. Петровського — мала гідроелектростанція, розташована в межах селища Буки (тодішньому райцентрі) Уманського району Черкаської області України. Є однією з перших малих гідроелектростанцій України.
Електростанція побудована в кінці 1920-х років на річці Гірський Тікич в Буцькому каньйоні, запущена 7 листопада 1929 року, в день 12-й річниці Жовтневого перевороту, та пропрацювала до 1991 року. Потужність трьох агрегатів становила 0,57 МВт.
Унікальність ГЕС полягає у водозабірнику. У верхньому б'єфі перепад води становить близько 6-8 м. Завдяки правильно обраному гідромісцерозташуванню «лотка» на турбіни йшов потік води з висоти 18 метрів.
Нині споруда електростанції напівзруйнована.

## Галерея

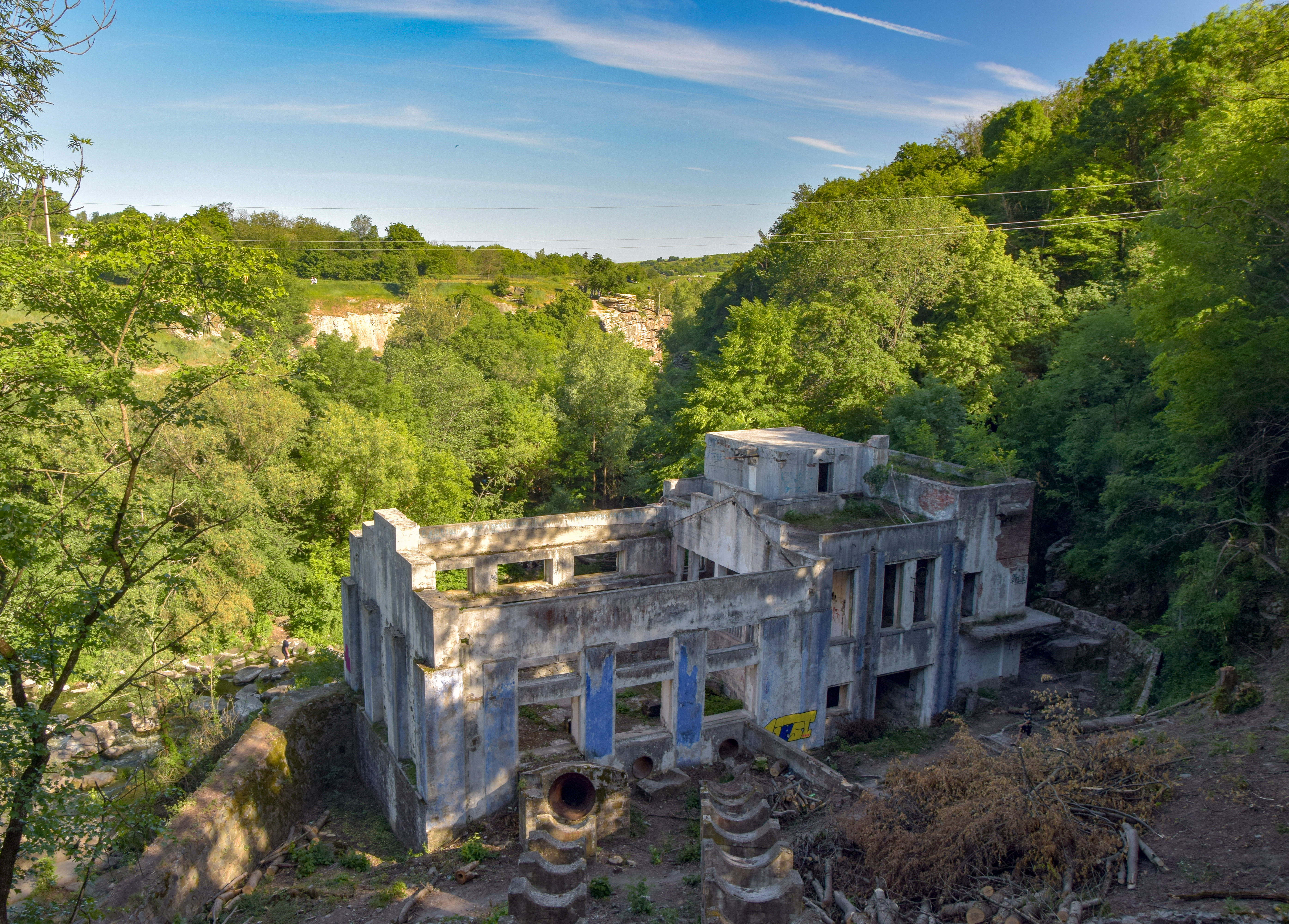
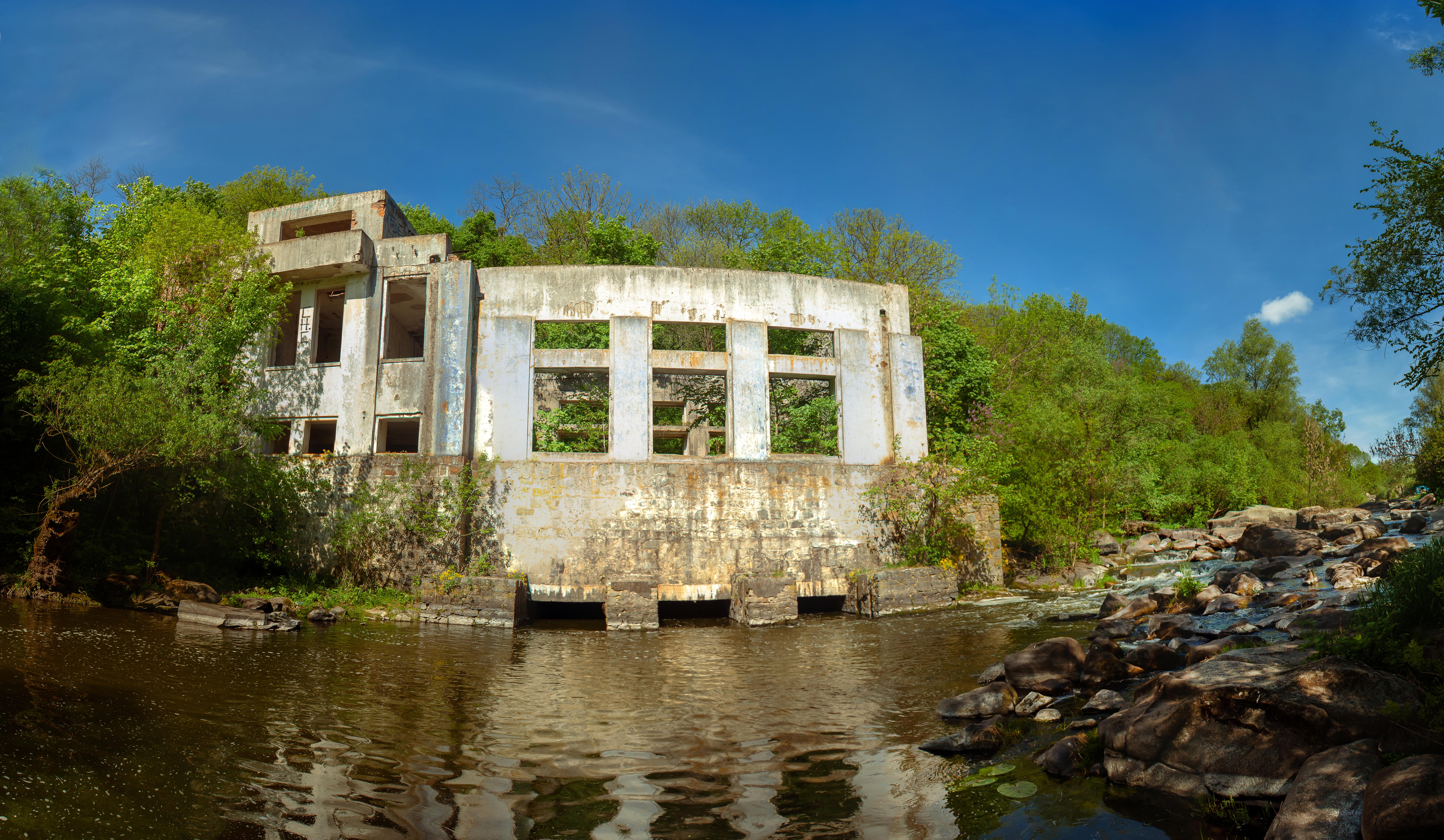
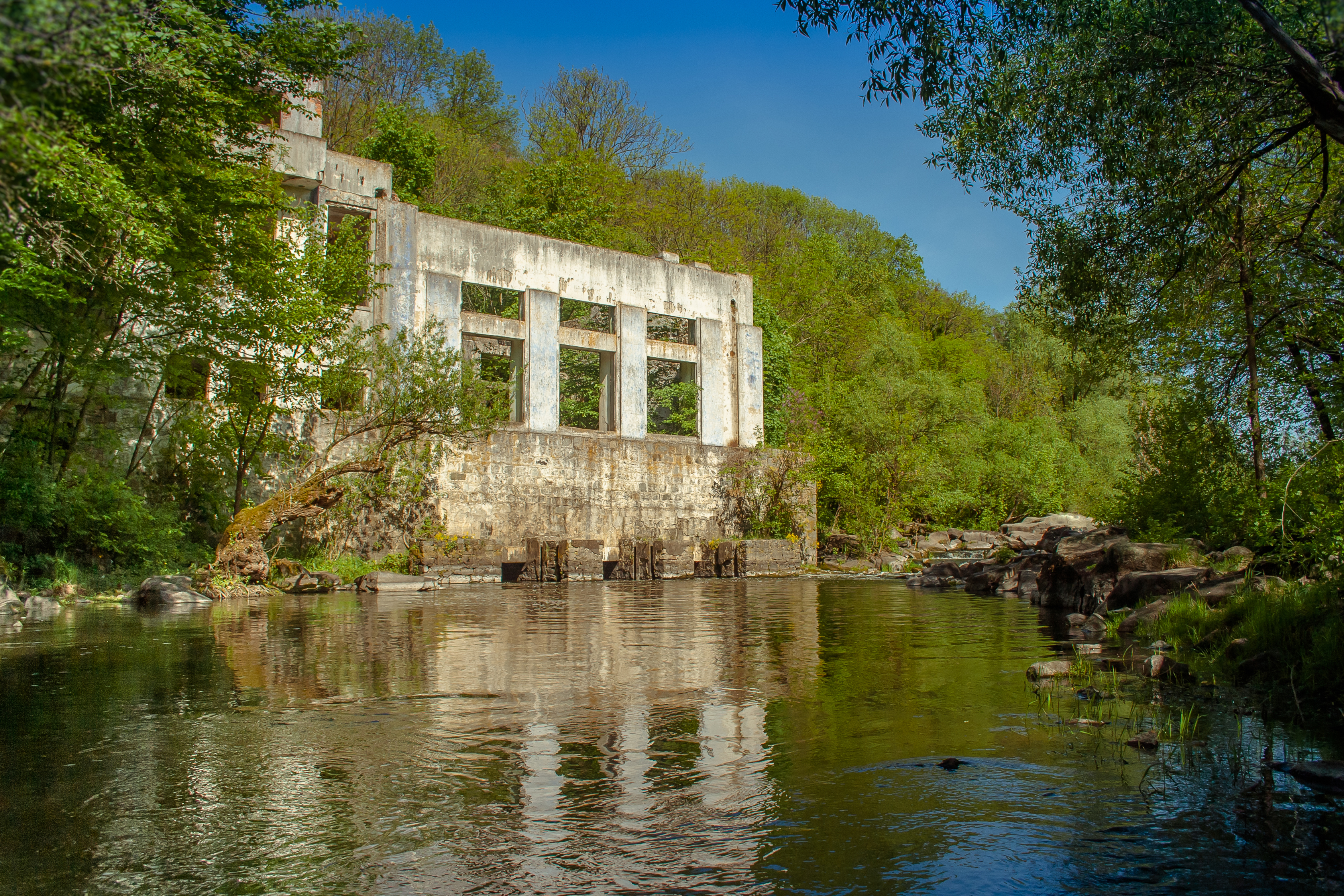